# Whipper-Snapper's Race
Whipper-Snapper's Race je česká arkádová hra pro počítače Atari ST. Vznikla v roce 1995. Naprogramoval ji Petr Šumbera (New Design) v Omikron Basic. Autorem příběhu je Karel Rous (Empty Head) a hudbu složil Tomáš Kučera (CHAOS). Grafika je z většiny propůjčena z hry Cannon Fodder, přičemž Šumbera vytvářel animaci samotného hlavního hrdiny a jeden z obrázků vytvořil Magellan.
Hlavní postavou hry je Max. Ten ve svých 6 letech opustil svou rodinu a začal putovat po Státech. Takto žil až do svých čtrnácti, kdy mu nezbylo nic jiného než si najít práci a začít vydělávat. Jenže najít práci se mu nepodařilo, tak si začal vydělávat surfováním, kdy se vsázel zda sjede určitou vlnu, či udělá určitý trik. Jednoho dne se u jeho dveří objevil tajemný muž, který mu nabídl sázku, zda sjede 7 určitých kopců v Itálii na lyžích a předá vzkaz. Za to dostane 100 000 dolarů. Psal se však rok 1943 a zuřila druhá světová válka.
Hráč ovládá postavu Maxe a sjíždí kopec. To znamená, že jeho postava se neustále pohybuje dolů a musí se uhýbáním do stran a skákáním vyhýbat překážkám. Zároveň může zrychlovat a zpomalovat. Hra obsahuje 7 levelů a po dokončení každého hráč dostane přístupové heslo. Podle rychlosti splnění levelu také obdrží skóre.